# Zaborów

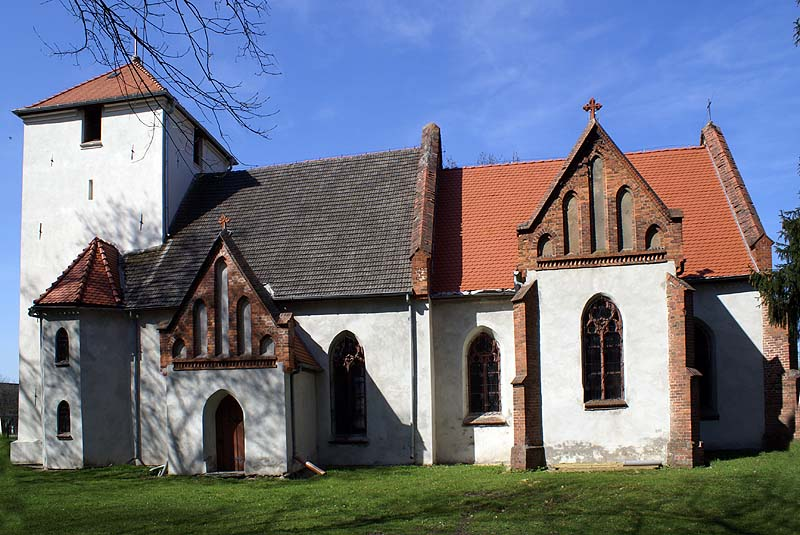
Kirche in Zaborów

Zaborów (deutsch Lampersdorf) ist eine Ortschaft der Gemeinde Ścinawa (dt. Steinau an der Oder) im westlichen Polen in der Woiwodschaft Niederschlesien. Der Ort liegt vier Kilometer südlich von Ścinawa und zwei Kilometer westlich der Oder.

## Söhne und Töchter des Ortes
- Karl Friedrich von Posadowsky (1695–1747), preußischer Generalleutnant, Chef des Dragonerregiments Nr. 1 und der Ritterakademie Liegnitz